# ГЕС Moukoukoulou
ГЕС Moukoukoulou – гідроелектростанція на півдні Республіки Конго, введена в експлуатацію у 1979 році. До спорудження станції Imboulou була найпотужнішою ГЕС країни.
Для реалізації проекту обрали водоспад Moukoukoulou з падінням у 63 метри на річці Буенза (притока Kouilou, яка впадає у Атлантичний океан). За допомогою греблі утворили невелике водосховище об’ємом 0,5 млн м3, від якого вода постачається напірним водоводом до машинного залу. Останній обладнали чотирма турбінами китайського походження типу Френсіс потужністю по 18,5 МВт, які забезпечують виробництво 430 млн кВт-год електроенергії на рік. При цьому потужність станції в посушливий період не перевищує 30 МВт.
У 1999 році під час громадянської війни ГЕС отримала пошкодження та мала змогу видавати потужність лише у 25 МВт. В 2007-му в межах проекту вартістю 12 млн доларів США провели повне відновлення всіх чотирьох гідроагрегатів.